# Faculdade de Ciências Humanas e Sociais
Sinal - Faculdade de Ciências Humanas e Sociais é uma faculdade que anteriormente era denominada Sinal Faculdade de Teologia e Filosofia. A Faculdade Sinal atua nas formações de estudantes bacharéis em Filosofia e Teologia e também oferece cursos de pós-graduações e integralização de créditos em Pedagogia Licenciatura a sede da faculdade está localizada na cidade de Rio Branco, estado do Acre.